# 莱奥纳尔多·宾基
莱奥纳尔多·宾基（義大利語：Leonardo Binchi，1975年8月27日—），意大利前男子水球运动员。他曾代表意大利参加2000年、2004年和2008年夏季奥林匹克运动会水球比赛，结果均未能获得奖牌。